# 赛里木蓟
赛里木蓟（学名：Cirsium sairamense）为菊科蓟属下的一个种。分布于俄罗斯以及中国大陆的新疆等地，生长于海拔2700米至3000米的地区，多生长在山谷、水边、山坡及湿地，目前尚未由人工引种栽培。

## 扩展阅读
- 維基物種上的相關：赛里木蓟